# Bakel en Milheeze
Bakel en Milheeze is een voormalige Nederlandse gemeente in Noord-Brabant. Tot de naamswijziging op 8 mei 1819 was de naam van deze gemeente Bakel, daarna werd ook de naam Bakel c.a. gebruikt.
In 1968 annexeerde Helmond het westelijk deel van de gemeente tot aan de Bakelse Aa, met daarin de buurtschappen Dierdonk, Kruisschot, Brouwhuis en Rijpelberg.
De gemeente telde in 1996 8265 inwoners en had een oppervlakte van 66,37 km². De dorpskernen Bakel, Milheeze en De Rips waren onderdeel van deze gemeente.
In 1997 werd in het kader van de gemeentelijke herindeling van Noord-Brabant de gemeente opgeheven en ingedeeld samen met Gemert tot de nieuwe gemeente Gemert-Bakel.